# Новогригоровка (Юрьевский район)
Новогриго́ровка (укр. Новогригорівка) — село,
Юрьевский поселковый совет,
Юрьевский район,
Днепропетровская область,
Украина.
Код КОАТУУ — 1225955107. Население по переписи 2001 года составляло 666 человек .

## Географическое положение
Село Новогригоровка находится на берегу пересыхающей речушки Вошивая,
выше по течению примыкает село Украинское,
ниже по течению на расстоянии в 5 км расположен пгт Юрьевка.
На реке сделана большая запруда.

## Происхождение названия
На территории Украины 31 населённый пункт с названием Новогригоровка.

## Экономика
- ООО «Мрия».

## Объекты социальной сферы
- Школа.
- Детский сад.
- Фельдшерско-акушерский пункт.
- Дом культуры.

## Достопримечательности
- Братская могила советских воинов.